# بلاس ماريا دي لا غارزا فالكون
بلاس ماريا دي لا غارزا فالكون (بالإسبانية: Blas María de la Garza Falcón) هو عسكري مكسيكي، ولد في 1712، وتوفي في 1767.